# Ocizla
Ocizla – wieś w Słowenii, w gminie Hrpelje-Kozina. 1 stycznia 2017 liczyła 132 mieszkańców.